# Rowhedge
Rowhedge är en ort i Storbritannien.   Den ligger i grevskapet Essex och riksdelen England, i den sydöstra delen av landet, 80 km nordost om huvudstaden London. Rowhedge ligger 14 meter över havet och antalet invånare är 1 626.
Terrängen runt Rowhedge är platt. Runt Rowhedge är det tätbefolkat, med 459 invånare per kvadratkilometer. Närmaste större samhälle är Colchester, 4,5 km nordväst om Rowhedge. Trakten runt Rowhedge består till största delen av jordbruksmark.